# 不得不爱
《不得不爱》是一部2017年中国偶像剧。由潘玮柏、徐璐、黄柏钧、毛晓彤、恬妞、张峻宁领衔主演，2017年1月2日于爱奇艺首播。

## 播出时间

### 首播
| 频道       | 所在地   | 播映日期      | 播出时间                    | 备注 |
| ---------- | -------- | ------------- | --------------------------- | ---- |
| 爱奇艺     | 中国大陆 | 2017年1月2日  |                             | 1季  |
| 爱奇艺     | 中国大陆 | 2017年1月25日 |                             | 2季  |
| 八大第一台 | 臺灣     | 2018年4月30日 | 每週一至週五晚間20:00-22:00 |      |

## 剧情
1997年金融危机席卷亚洲，恒盛集团陷入债务危机，总裁林甚鹏不堪重负跳楼自杀。由林甚鹏亲如兄妹的胡欣接管，胡欣掌管恒盛后就夺取了林甚鹏女儿林为零的股份，更因为自己的儿子胡骞予与林为零产生情愫，无情地将林为零赶出美国。多年后，林为零再次回国决定夺回恒盛集团，并让当年逼死父亲的凶手们付出代价。此时胡欣已经隐退，恒盛集团的新CEO正是胡骞予。胡骞予已经变成了一个心思深沉缜密的商人，习惯用手段获取自己想要的一切。林为零为了夺回父亲留给自己唯一的恒盛集团一步步卷入复仇和商战的层层阴谋之中。林为零和胡骞予可以找回属于自己的幸福吗？

## 演员列表

### 主要演员
| 演员   | 角色   | 介绍 |
| 潘玮柏 | 胡骞予 | 恒盛创始人之一，胡欣之子，父亲张怀年。表面霸道，实则温暖深情。情商超高，但又偶有黑色幽默。他深爱着林为零，愿意牺牲自己的生命去化解她的仇恨。                                                                     |
| 徐璐   | 林为零 | 恒盛集团创始人林甚鹏独女，但其实是母亲和環球集團總裁喬力所生。本性善良，温柔怡静，因为家庭遭受巨变，性格后续变成外强内柔，脸上常挂着不同性格的伪装。林为零深爱胡骞予。最后，林为零牺牲了自己，救了自己所爱的人。 |
| 黄柏钧 | 姚钧墨 | 恒盛第二大股东姚亦琛唯一的儿子，但却是私生子，和姚瑶是同父异母的兄妹。为了得到父亲的承认，姚钧墨准备重振姚氏企业夺走恒盛集团。用尽一切对抗胡骞予、假戏真做爱上林为零，越陷越深的他最终走上歧途。                 |
| 毛晓彤 | 姚瑶   | 恒盛第二大股东姚亦琛之女，是姚钧墨同父异母的妹妹，林为零的好友。姚瑶深爱胡骞予，甘愿为他付出一切。为爱迷失的姚瑶历经起伏，终于找回了自己。                                                                       |
| 张峻宁 | 李牧晨 | 恒盛研发部主管。喜歡林为零，真挚真诚，是一个纯粹的好人，但又非常有自己的原则，他非常重视感情，对朋友真诚，对爱的人真挚可亲。                                                                                     |
| 张轩睿 | 王书维 | 恒盛总裁胡骞予助理，林为零美国读书时的学长。善良的机会主义者，明确自己想要什么，所以做事往往直达目的，幽默而且善于调侃，有着旁观者的清晰和睿智。                                                                 |
| 刘小婉 | 徐冉   | 大明星、粉丝眼中的女神，喜欢胡骞予。心理上自信傲娇的徐冉与胡骞予之间总是缺少点“温度”，足够火候的爱情燃点迟迟没有爆发，在与林为零争风吃醋的过程中，徐冉明白了爱情是一件与努力无关的事情。                         |

### 其他演员
| 演员   | 角色           | 介绍                                             |
| 恬妞   | 胡欣           | 胡骞予的母亲                                     |
| 梁國榮 | 林甚鵬         | 恒盛集团创始人，林为零的父亲                     |
| 张页川 | 乔力           | 環球集團總裁，林为零的親生父亲                   |
| 徐纯学 | 姚亦琛         | 恆盛第二大股東                                   |
| 高宏亮 | 张怀年         | 胡骞予的父親，與陳氏集團有關                     |
| 徐琦凯 | 陈鼎礼         | 陳氏集團傀儡廢柴太子                             |
| 袁霞   | 梅姐           | 胡家傭人                                         |
| 张馨元 | 花姨           | 路邊燒烤店老闆                                   |
| 杨春晖 | 姚奶奶         | 姚亦琛的母親，姚瑤、姚鈞墨的奶奶                 |
| 徐乐同 | 黄浩然         |                                                  |
| 吕文胜 | 林律师         | 胡欣的律師                                       |
| 刘宣验 | 陈叔           | 胡骞予的司機                                     |
| 龙青   | 张晓雨         | 恒盛後勤部員工後來調到財務部，第一個對林為零友善 |
| 朱仲春 | 赵立功         | 前為恆盛保安                                     |
| 魏之皓 | 胡骞予（幼年） |                                                  |
| 李珞妃 | 林为零（幼年） |                                                  |
| 王雅婷 | 第二助理       |                                                  |
| 李应七 | 记者           |                                                  |

## 网络剧歌曲
| 曲别   | 歌名       | 演唱者 | 作词   | 作曲   |
| 片头曲 | 故意不爱你 | 刘惜君 | 杜雯媞 | 李岩   |
| 片尾曲 | 原谅       | 汪苏泷 | 艾丽雅 | 艾丽雅 |